# Otvoreno more (televizijska serija)
Otvoreno more (tal. Mare fuori, međunarodni naslov The Sea Beyond) talijanska je televizijska serija koju je osmislila Cristiana Farina, a scenarij potpisuje zajedno s Mauriziom Caredduom. Producirana je u suradnji kuća Rai Fiction i Picomedia.
Radnja serije smještena je u izmišljenom maloljetničkom zatvoru u Napulju, inspiriran stvarnim zatvorom na otoku Nisida, te prati živote mladih zatvorenika i osoblja koje tamo radi.
Kroz više sezona serija je stekla značajnu popularnost među publikom, iako su kritike bile podijeljene – pohvaljen je izbor glumačke postave, dok su scenarij i prikaz stvarnog života u maloljetničkim zatvorima ocijenjeni manje uvjerljivima. Serija je nagrađena s dvije Srebrne vrpce (Nastri d'argento) za velike serije, četiri televizijska priznanja „Ciak d'oro“, te je bila nominirana za nagradu Zlatni globus (Globo d'oro).
Premijerno se prikazuje od 23. rujna 2020. u Italiji na kanalu Rai 2. U Hrvatskoj prikazuje se od 20. travnja 2025. na streaming platformi Netflix, gdje su dostupne prve četiri sezone.

## Glumačka postava
- Carmine Recano kao Massimo Esposito (1. sezona – prisutan i dalje), zapovjednik pravosudne policije. Čovjek je čvrstih principa i visoke moralnosti, ali zna razmišljati izvan okvira pravila.
- Carolina Crescentini kao Paola Vinci (1. – 3. sezone), na početku serije obnaša dužnost ravnateljice Maloljetničkog zatvora (IPM).
- Lucrezia Guidone kao Sofia Durante (od 3. sezone nadalje), u IPM dolazi pod krinkom nove odgojiteljice, no zapravo je inspektorica koju je ministarstvo poslalo da istraži stanje u zatvoru nakon bijega Filippa i ubojstva koje je počinio Totò.
- Massimiliano Caiazzo kao Carmine Di Salvo (1. – 4. sezone), dobrodušan i hrabar mladić, koji se protivi kriminalnim vrijednostima svoje obitelji i želi prekinuti s tim naslijeđem.
- Nicolas Maupas kao Filippo Ferrari (1. – 3. sezone), sedamnaestogodišnjak iz imućne milanske obitelji, talentirani pijanist, čiji se život preokrene tijekom odmora u Napulju – nesretna igra pod utjecajem alkohola i droge završi smrću njegova prijatelja Grega, zbog čega završava u IPM-u optužen za nenamjerno ubojstvo.
- Valentina Romani kao Naditza Prigoană (1. – 3. sezone), romkinja vedrog, drskog i buntovnog karaktera, sklona problemima, ali u suštini dobra i nesebična osoba.
- Giacomo Giorgio kao Ciro Ricci (1. sezona, gostujuće uloge u sezonama 2–5), srednji sin kamorističkog bossa Salvatorea Riccija. U IPM-u sanja o tome da jednog dana naslijedi oca kao vođa kriminalne organizacije.
- Matteo Paolillo kao Edoardo Conte (1. – 4. sezone), odgojen u napuljskoj četvrti Forcella, član je Riccijevog klana i blizak prijatelj Cira, kojeg doživljava kao brata i cimer u ćeliji.
- Domenico Cuomo kao Gianni Russo (1. – 5. sezone), poznat i pod nadimkom Cardiotrap, koji koristi u svojoj glazbenoj karijeri. U zatvor je dospio nakon pljačke u kojoj je starija žena preminula od šoka.
- Artem Tkachuk kao Giuseppe "Pino" Pagano (1. sezona – i dalje prisutan), napustio ga je otac u djetinjstvu. Pino je impulzivan, često nasilan i teško kontrolira svoje emocije. Zbog svog temperamenta prozvan je Pino O' Pazzo.
- Clotilde Esposito kao Silvia Scacco (1. – 5. sezone), zavodljiva i samouvjerena tinejdžerica kojoj su, prema njezinim riječima, najvažniji – dečki. Zavodljivost koristi kao svoju glavnu "strategiju".
- Antonio D’Aquino kao Milos De Barre (1.–5. sezona), manuš, član Cirove bande. Najčešće izvršava naredbe bez preispitivanja.
- Maria Esposito kao Rosa Ricci (gostujuća u 2. sezoni, stalna od 3. nadalje), najmlađa kći Don Salvatorea Riccija, sestra Pietra i Cira. Namjerno završava u IPM-u kako bi osvetila braću, nakon što ranjava Salva, rođaka Edoarda.
- Alessandro Orrei kao Domenico "Mimmo" Varriale (gostujuć u 2. sezoni, stalna uloga od 3. – 5. sezone), odrastao u poštenoj, ali siromašnoj obitelji. U kamoru ulazi tražeći bolji život, zaveden iluzijom moći i novca.
- Francesco Panarella kao Luigi "Cucciolo" Di Meo (od 3. sezone nadalje), najstariji brat u obitelji Di Meo, odrastao s majkom ovisnicom i odsutnim ocem. Homoseksualac je i jako vezan uz moć i kontrolu.
- Giuseppe Pirozzi kao Raffaele "Micciarella" Di Meo (od 3. sezone nadalje), najmlađi brat Di Meo. Sklon sukobima i agresivnom ponašanju, s vremenom počinje sazrijevati.
- Salahudin Tijani Imrana kao Diego "Dobermann" (od 3. sezone nadalje), mladić nigerijskog podrijetla, ilegalno je stigao u Italiju morskim putem.
- Clara Soccini kao Giulia Bertolacci (3. – 4. sezone), tinejdžerica iz milanskog predgrađa, poznata i pod glazbenim pseudonimom Crazy J., pod kojim nastupa kao trap glazbenica.
- Yeva Sai kao Alina Donetzka (gostujuća u 3., stalna od 4. sezone nadalje), ratna siročad iz Ukrajine, zajedno s mlađim bratom Damyanom. On je posvojen od strane talijanske obitelji, a Alina dolazi u Napulj kako bi ga pronašla. U IPM završava nakon što ubije muškarca koji ju je pokušao silovati.

## Pregled serije
| Sezona | Sezona | Epizoda | Izvorno prikazivanje                                 | Izvorno prikazivanje                                 | Hrvatsko prikazivanje |
| ------ | ------ | ------- | ---------------------------------------------------- | ---------------------------------------------------- | --------------------- |
|        | 1.     | 12      | 23. rujna 2020. (Rai 2)                              | 28. listopada 2020. (Rai 2)                          | 20. travnja 2025.     |
|        | 2.     | 12      | 17. studenoga 2021. (Rai 2)                          | 22. prosinca 2021. (Rai 2)                           | 20. travnja 2025.     |
|        | 3.     | 12      | 1. veljače 2023. (RaiPlay) 15. veljače 2023. (Rai 2) | 13. veljače 2023. (RaiPlay) 22. ožujka 2023. (Rai 2) | 20. travnja 2025.     |
|        | 4.     | 14      | 1. veljače 2024. (RaiPlay) 14. veljače 2024. (Rai 2) | 14. veljače 2024. (RaiPlay) 27. ožujka 2024. (Rai 2) | 20. travnja 2025.     |
|        | 5.     | 12      | 12.ožujka 2025. (RaiPlay) 26.ožujka 2025. (Rai 2)    | 26.ožujka 2025. (RaiPlay) 30. travnja 2025. (Rai 2)  | –                     |

## Distribucija
Prva i druga sezona serije premijerno su prikazane na talijanskom kanalu Rai 2, krajem 2020., i krajem 2021. godine. Epizode su bile dostupne na streaming platformi RaiPlay nekoliko sati nakon prikazivanja na televiziji. Iznimka su bile prve dvije epizode druge sezone, koje su na RaiPlay bile objavljene dva dana prije TV premijere.
U proljeće 2022. Rai gubi prava na distribuciju serije, zbog čega je serija u cijelosti uklonjena s njihove streaming platforme. Dana 10. lipnja 2022., prve dvije sezone dodane su u katalog Netflixa, čime je serija doživjela ogroman uspjeh i postala kultni hit, privlačeći veliku pozornost publike i kritike. Tijekom 18 tjedana, obje sezone bile su uvrštene među deset najgledanijih serija na toj platformi.
Zahvaljujući produkcijskoj i distribucijskoj kući Beta Film, serija je distribuirana u Francuskoj, Njemačkoj, Skandinaviji i Španjolskoj, a dostupna je i u Latinskoj Americi, Izraelu te nordijskim zemljama.
Za treću sezonu, streaming prava vraćena su RaiPlayu, koji je 1. veljače 2023. objavio prvih šest epizoda, čak prije televizijske premijere. Istoga dana, RaiPlay je ponovno uvrstio u katalog i prve dvije sezone, koje su prethodno bile uklonjene.
Preostalih šest epizoda treće sezone objavljeno je na RaiPlayu 13. veljače 2023. Serija je toga dana postala najgledaniji sadržaj na platformi s gotovo 2,7 milijuna pregleda unutar 24 sata, a od rujna 2020. do tada skupila je ukupno 80 milijuna pregleda. Istodobno, prve dvije sezone i dalje su bile vrlo popularne na Netflixu.
Emitiranje treće sezone na televiziji započelo je 15. veljače, a završilo 22. ožujka 2023. Serija se počela reprizirati na kanalu Rai Premium od 30. ožujka iste godine, što je bilo njezino prvo emitiranje na tom tematskom kanalu.
Krajem travnja 2023., RaiPlay ponovno uklanja prve dvije sezone iz svojeg kataloga, a 27. srpnja uklonjena je i treća sezona. Time su sva prava za streaming distribuciju ponovno prešla isključivo u ruke Netflixa.
Četvrta sezona počela se prikazivati na Rai 2 od 14. veljače 2024., dok su prvih šest epizoda, zajedno s prethodne tri sezone (koje su tada opet bile dostupne), objavljeni na RaiPlayu već 1. veljače. Posljednjih osam epizoda objavljeno je 14. veljače.
Peta sezona prikazuje se na Rai 2 od 26. ožujka 2025., dok je prvih šest epizoda objavljeno na RaiPlayu 12. ožujka, a preostalih šest istoga dana kad i televizijska premijera – 26. ožujka.
Početak snimanja šeste sezone predviđen je za lipanj 2025., odmah nakon završetka snimanja filmskog prequela posvećenog liku Rose Ricci.

## Vanjske poveznice
- Otvoreno more u internetskoj bazi filmova IMDb-a